# Вайсакхи
Вайсакхи, или Байсакхи (в.-пандж. ਵਿਸਾਖੀ, хинди बैसाखी, IAST: vaisākhī) — праздник урожая и Нового года, отмечаемый в Пенджабе. Является религиозным фестивалем для сикхов и одним из крупнейших праздников сикхского календаря. Празднуется в первый день месяца вайсакх по солнечному календарю «Нанакшахи», что соответствует 14 апреля по григорианскому календарю. В этот день сикхи отмечают годовщину создания Гобинд Сингхом в 1699 году сикхского братства кхалсы.
В этот день приход нового года также отмечают в Непале и в других регионах Индии: Керале (Вишу), Ориссе, Западной Бенгалии (Бенгальский Новый год), Тамил-Наду (Тамильский Новый год). В Химачал-Прадеш при этом проводится пуджа индуистской богине Дваламукхи, а в Бихаре — богу Солнца Сурье (Чхатх). Вайсакхи также традиционно празднуется как фестиваль урожая в других регионах Северной Индии: Харьяне, Химачал-Прадеш и Уттаракханде. Во многих местах в этот день принято принимать омовение в священных реках, таких как Ганга.